# To the End (sång av Yohio)
To the End är en låt av svenska sångaren Yohio. Låten skrev Yohio själv tillsammans med Andreas Johnson, Johan Lyander och Peter Kvint. Den deltog i Melodifestivalen 2014 där låten tog sig till finalen som hölls på Friends Arena den 8 mars och slutade på en sjätte plats. 